# Teedieae
Teedieae, tribus strupnikovki, dio potporodice Buddlejoideae. Sastoji se od 6 rodova (2 monotipična) sa 19 vrsta. Tipični je Teedia sa dvije vrste trajnica i polugrmova iz južne Afrike. 

## Opis
Pleme Teedieae, u svom sadašnjem području, pripada porodici Scrophulariaceae, a njegovo svrstavanje u ovu porodicu u strogom smislu potvrđeno je nedavnim molekularno filogenetskim studijama (Olmstead & Reeves 1995; Olmstead & al. 2001; Oxelman & al. 2005; Tank & al. 2006). Kako se trenutno razumije, pleme je prilično kompaktna skupina koju predstavlja (6 ili) 7 (ili 8) rodova i 14 ili 15 vrsta, geografski ograničeno na južnu i jugozapadnu Afriku i Madagaskar (Fischer 2004; Olmstead 2012). Međutim, ova je skupina važna i zanimljiva s filogenetskog stajališta, budući da je otkriveno da su njezini članovi među ranim lozama velike klade koja također sadrži krunske klade Scrophulariaceae, što odgovara plemenima Buddlejeae, Limoselleae i Scrophularieae (Oxelman & al. 2005). Prema Oxelmanu et al. (2005.), “Teedieae, Buddlejeae, Camptoloma, Phygelius, Manuleeae i Scrophularieae čine vrlo snažno podržanu monofiletsku skupinu temeljenu na sekvencama kloroplastne DNA.” 

## Rodovi
1. Tribus Teedieae Benth.
  1. Dermatobotrys Bolus (1 sp.)
  2. Oftia Adans. (3 spp.)
  3. Ranopisoa J.-F.Leroy (1 sp.)
  4. Teedia Rudolphi (2 spp.)
  5. Freylinia Colla (10 spp.)
  6. Phygelius E.Mey. ex Benth. (2 spp.)